# 人頭馬 (品牌)

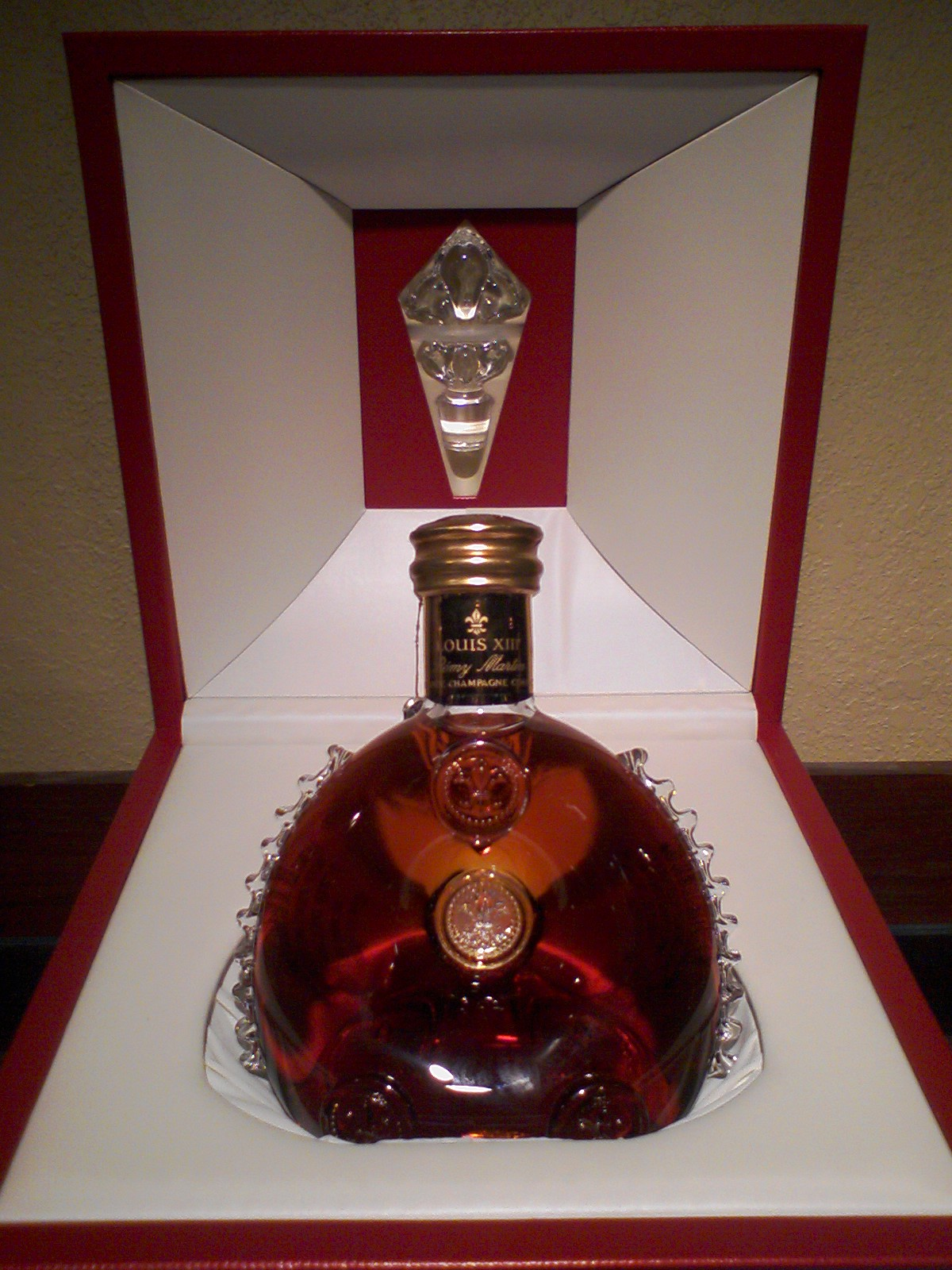
人头马路易十三

人头马（法語：Rémy Martin）是法国的干邑白蘭地品牌。该公司创立于1724年。中文品牌因商标半人马而得名。

## 歷史
由出生於法國夏朗德省的Rémy Martin成立。其人出身於釀酒世家，有自己葡萄園。於1724年，以自己名字作商標，成立自家干邑品牌。其後家族掌管酒廠近二百年。19世紀末開始打入海外市場，包括了俄羅斯和北美。
1970年代，香港著名廣告創作人黃霑曾為人頭馬創作香港地區廣告宣傳語「人頭馬一開，好事自然來」，並自此成為人頭馬在華語地區深入民心的品牌形象和理念。

## 產品
- Rémy Martin VSOP
- Rémy Martin Club
- Rémy Martin Centaure
- Rémy Martin XO Excellence
- Rémy Martin 1898
- Rémy Martin Centaure de Diamant Cognac
- Rémy Martin Louis 13 人頭馬路易十三